# صحيفة (عمان)
صحيفة عمان؛ هي صحيفة يومية باللغة العربية مكونة من 24 صفحة، تصدرها وزارة الإعلام بسلطنة عمان.

## تاريخ الصحيفة
```
صدر أول عددٍ لصحيفة عمان في 18 نوفمبر 1972م.
[
1
]
```

كانت الصحيفة آنذاك مكونة من 8 صفحات، ليس بها أي تبويب أو عنونة للصفحات، وخصصت الصفحة الأولى من العدد الأول لنشر خطاب السلطان قابوس بن سعيد بعد مرور عامين من توليه مقاليد الحكم بسلطنة عمان. ثم تنوعت المواد المنشورة بين مقابلة صحفية وتقرير وعمود ومواد أدبية ونصوص شعرية، فيما خُصِصت الصفحة الأخيرة لنشر تهاني الولاء للسلطان قابوس بن سعيد.
استمرت الصحيفة بالصدور كل يوم سبت من كل أسبوع لمدة 3 أعوام، وفي نوفمبر 1975 أصبحت تصدر مرتين في الأسبوع يومي السبت والثلاثاء.
وحتى نوفمبر عام 1980، كانت الصحيفة قد أصدرت ما يزيد عن 500 عدد، ثم بدأت تتخذ مساراً جديداً فغيرت الترقيم، وبدأت بعدد صفر، وأصبحت الصحيفة تصدر بشكل يومي عدا يوم الجمعة، وبعد عامين في 1982 أصبحت تصدر على مدار الأسبوع بما في ذلك أيام نهاية الأسبوع والعطلات الرسمية والدينية.
ثم صدرت أول صحيفة ملونة في 1984 إذ ظهرت فيها صورة السلطان قابوس بن سعيد ملونة في الصفحة الأولى.

## الملاحق
في عام 1985، بدأت الصحيفة باضافة ملاحق تصدر مع العدد، فصدر أول ملحق باسم الولايات ويصدر كل اثنين، ثم ملحق عمان الثقافي المكون من 3 صفحات ويصدر كل خميس، وكان متصلاً بالجريدة وليس منفصلاً عنها.
ثم صدر ملحق عمان الرياضي كل يوم سبت ومكون من أربع صفحات، ثم صدر ملحق عمان الاقتصادي عام 1997 المعني بقراءة الواقع الاقتصادي المحلي.
ثم صدر ملحق أسرتي عام 1998 الذي صدر على شكل تابلويد، ويُعنى بمواضيع الأسرة والمرأة والطفل.
ثم توالت بعدها صدور الملاحق المختلفة مثل مجلة نزوى (والتي صدرت كمجلة ثقافية فصلية)، ثم صدرت مجلة الفصول الأربعة في عام 2006، وهي مجلة فصلية تصدر كل ثلاثة أشهر باللغتين العربية والإنجليزية.
بعدها صدر ملحق شرفات الثقافي في 2002 على شكل تابلويد ومكون من 16 صفحة.
ثم أخذت الجريدة تتعاون مع عدة جهات خارجية وأصدرت ملاحق بالتعاون مع هذه الجهات، ومثال ذلك ملحق الجسر بالتعاون مع جماعة الترجمة بجامعة السلطان قابوس، وملحق أقاصي بالتعاون مع أسرة القصة القصيرة، وملحق (ن) بالتعاون مع الجمعية العمانية للكتاب والأدباء، وملحق رؤى بالتعاون مع وزارة التعليم العالي والبحث العلمي والابتكار، وملحق حياتنا بالتعاون مع وزارة التنمية الاجتماعية، وملحق نافذة تربوية بالتعاون مع وزارة التربية والتعليم.
وصدر أيضاً في 2007 ملحق اليوم السادس وهو ملحق أسبوعي منوع من 32 صفحة، ثم مجلة حياتي في 2006.
وفي عام 2008 بدأت الصحيفة تأخذ منحى جديد، وأخذت تصدر 5 ملاحق أسبوعية منوعة، فكان يصدر ملحق طب وتغذية يوم السبت، وملحق قراءات يوم الأحد، وملحق الانترنت يوم الاثنين، وملحق الأسرة يوم الثلاثاء، وملحق فنون يوم الأربعاء. 
أما الملاحق التي تصدر حالياً مع الصحيفة فهي: ملحق شرفات، وملحق روضة الصائم الذي يصدر في شهر رمضان.، وملحق جريدة عمان الثقافي الذي صدر أول عدد له في 2022، وذلك بمشاركة نخبة من الكتاب العمانيين والعرب،
وملحق جريدة عمان العلمي، والذي صدر العدد الأول منه في يونيو 2023.

## وصلات خارجية
- صحيفة عمان